# Most čez Gruberjev kanal na progi Ljubljana–Grosuplje
Most čez Gruberjev kanal na progi Ljubljana–Grosuplje je objekt, čez katerega je speljana dolenjska železniška proga.
Prvi most je bila jeklena ločna konstrukcija, ki jo je leta 1893 izdelalo podjetje Ig. Gridl z Dunaja sočasno kot most čez Ljubljanico. Ta most je imel svetlo odprtino 60 m, celotna dolžina pa je znašala 61,7 m. Izvajalci so imeli težave z nenosilnim terenom na strani pod Golovcem. Prav zaradi tega so morali opornik že leta 1911 sanirati.
Most je bilo potrebno, zaradi povečanih prometnih obremenitev, leta 1939 ojačati.
Ob koncu druge svetovne vojne so Nemci most porušili, jeklena konstrukcija je bila popolnoma uničena, zelo poškodovana pa sta bila tudi oba obrežna opornika. 
Med 15. majem in 11. junijem 1945 so ljubljanski podjetniki Nahtigal in sin, Ivan Bricelj in Kregar izdelali provizorični most. Na tri lesene koze (vmesne stebre) in oba obrežna opornika so postavili peinerjeve nosilce (jekleni I-profili). Ostanke jeklene konstrukcije so porabili za popravilo mostu v Črnučah, večina pa je šla v peč v železarno na Jesenice. Ker je bil provizorij narejen na hitro in iz slabega materiala, so ga morali že leta 1948 in 1950 obnoviti.
Takoj je upravljavec pristopil k projektiranju novega mostu. Po prvih načrtih bi bil tudi nov most jeklena konstrukcija. Ker pa v Beogradu niso odobrili potrebnega materiala, se je izgradnja zavlekla v leto 1951. V tem obdobju so se vodne razmere v Gruberjevem kanalu močno spremenile in inženir F. Vrečko je izdelal projekt armiranobetonskega ločnega mostu. Gradbena dela so bila izvedena v letu 1952, 17. februarja 1953 pa je bil most spuščen v promet. Most ima svetlo odprtino 45,5 m.